# Eudendrium novazealandiae
Eudendrium novazealandiae is een hydroïdpoliep uit de familie Eudendriidae. De poliep komt uit het geslacht Eudendrium. Eudendrium novazealandiae werd in 1890 voor het eerst wetenschappelijk beschreven door Marktanner-Turneretscher. 